# Vũ Thị Hương
Dans ce nom, le nom de famille, Vu, précède le nom personnel.
Vu Thi Huong (née le 7 octobre 1986) est une athlète vietnamienne spécialiste du sprint. 

## Carrière

### Palmarès
| Année | Compétition              | Lieu      | Résultat | Epreuve | Performance |
| ----- | ------------------------ | --------- | -------- | ------- | ----------- |
| 2007  | Championnats d’Asie      | Amman     | 2e       | 100 m   | 11 s 33     |
| 2007  | Championnats d’Asie      | Amman     | 3e       | 200 m   | 23 s 30     |
| 2009  | Jeux asiatiques en salle | Hanoï     | 1re      | 60 m    | 7 s 24      |
| 2009  | Championnats d’Asie      | Guangzhou | 2e       | 100 m   | 11 s 50     |
| 2009  | Championnats d’Asie      | Guangzhou | 2e       | 200 m   | 23 s 61     |
| 2010  | Jeux asiatiques          | Guangzhou | 3e       | 100 m   | 11 s 43     |
| 2010  | Jeux asiatiques          | Guangzhou | 2e       | 200 m   | 23 s 74     |

### Records
| Épreuve    | Performance | Lieu      | Date             |
| ---------- | ----------- | --------- | ---------------- |
| 100 mètres | 11 s 34     | Vientiane | 13 décembre 2009 |
| 200 mètres | 23 s 27     | Đà Nẵng   | 29 décembre 2010 |

| Épreuve   | Performance | Lieu  | Date            |
| --------- | ----------- | ----- | --------------- |
| 60 mètres | 7 s 24      | Hanoï | 25 janvier 2008 |